# 奇貝達河
奇貝達河是俄羅斯的河流，屬於維柳伊河的右支流，由薩哈共和國負責管轄，河道全長451公里，流域面積約9,960平方公里，發源自勒拿高原，流經中雅庫特低地，河水主要來自融雪和雨水。